# Jutta Hipp
Jutta Hipp (Leipzig, 4 de febrer de 1925 - Queens, 7 d'abril de 2003) va ser una pianista de jazz i pintora alemanya. Com a música, va estar enquadrada en el bebop i el cool.
Va estudiar pintura a l'Acadèmia d'Arts Gràfiques de Leipzig, però ja durant la guerra va començar a tocar jazz, dedicant-hi gran part del seu temps. Escoltava jazz en reunions clandestines a les cases dels amics i gran part de la seva apreciació i educació musicals van tenir lloc durant els bombardeigs. Després de la guerra, quan el jazz va ser rebutjat per l'Alemanya nazi, es traslladà com a refugiada a la zona occidental. Va treballar amb el saxofonista Hans Koller des de 1951, de gira per Alemanya i altres països. Van gravar junts el 1952. Va liderar el seu propi quintet a Frankfurt el 1953-1955.
El 1954 va tocar amb Attila Zoller. El productor Leonard Feather va quedar impressionat quan la va escoltar a Alemanya. El mateix any 1954, Hipp va tocar al Deutsches Jazzfestival de Frankfurt.
L'any 1955 es va traslladar als Estats Units, on passaria la resta de la seva vida. Va tocar al club Hickory House de Nova York durant sis mesos, des del març del 1956. Va tocar al Newport Jazz Festival el mateix any i va gravar per a Blue Note Records un àlbum d'estudi amb Zoot Sims, que és considerat com un dels seus millors treballs.
Hipp va tenir un fill, nascut el 1948, a qui va posar el nom de Lionel, en honor de Lionel Hampton.

## Discografia
- Jutta (New Faces - New Sounds From Germany) (Blue Note, 1955)
- Cool Europe (Té dues cançons de Johnny Dankworth i Albert Hall) (MGM, 1955)
- At the Hickory House, Vol. 1 (Blue Note, 1956)
- At the Hickory House, Vol. 2 (Blue Note, 1956)
- Jutta Hipp With Zoot Sims (Blue Note) (1957)

## Notes

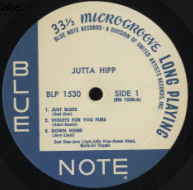
Un àlbum de Jutta Hipp (Blue Note)